# O’Neal Ridge
O’Neal Ridge ist ein hoher Gebirgskamm in den Victory Mountains im ostantarktischen Viktorialand. Mit nordost-südwestlicher Ausrichtung ragt er zwischen dem Ingham- und dem Humphries-Gletscher auf.
Das Advisory Committee on Antarctic Names benannte ihn nach Russell D. O’Neal, Mitglied des National Science Board von 1972 bis 1977, der in dieser Funktion im Rahmen des United States Antarctic Program 1975 mehrere Forschungsstationen in Antarktika besucht hatte.